# Островок адсорбированных частиц
Островок адсорбированных частиц — термин используемый в физике поверхности и обозначающий группу атомов на поверхности, связанных между собой.

## Описание
При островковом механизме роста зарождение новой фазы или нового слоя начинается с образования стабильных островков (зародышей) размером больше критического. По мере протекания процесса размер островков увеличивается, а затем происходит срастание островков и формирование сплошного слоя. В зависимости от условий роста, островки могут иметь размер от нескольких атомов до нескольких микрон. Островки могут быть трехмерными, двумерными и одномерными; могут быть из того же материала, что и подложка, или из другого.

## Критический размер островка
Критический размер островка (англ. critical size of island) — минимальный размер островка, присоединение к которому лишь одного атома делает островок стабильным.
При формировании островков из атомов, адсорбированных на поверхности, маленькие островки, как правило, нестабильны и часто распадаются на отдельные атомы. Однако, по мере увеличения размера (а под размером понимается число атомов, образующих островок) стабильность островков возрастает, и при преодолении критического размера  вероятность роста островка превышает вероятность его распада. Например, если наименьшим устойчивым образованием является димер, то = 1; если тример, то = 2 и т.д.